# تحلل المبيدات
تحلل مبيدات الآفات أو تحلّل المبيدات هي العملية التي يتم من خلالها تحويل مبيد الآفات إلى مادة حميدة متوافقة بيئيًا مع الموقع الذي تم تطبيقه فيه. على الصعيد العالمي، يتم استخدام ما يقدر بنحو 1 إلى 2.5 مليون طن من مكونات مبيدات الآفات النشطة كل عام، ولا سيما في الزراعة. أربعون في المائة من مبيدات الأعشاب، تليها مبيدات الحشرات ومبيدات الفطريات. منذ تطويرها الأولي في الأربعينيات من القرن الماضي، تم استخدام مبيدات آفات كيميائية متعددة ذات استخدامات وطرق عمل مختلفة. يتم استخدام مبيدات الآفات على مساحات واسعة في الزراعة والمناطق الحضرية. ولذلك فإن استخدام مبيدات الآفات يمثل مصدرًا مهمًا لانتشار المدخلات البيئية الكيميائية.

## العمليّة
من حيث المبدأ، يتم تسجيل مبيدات الآفات للاستخدام فقط بعد إثبات عدم ثباتها في البيئة بشكل كبير بعد الفترة المحددة لاستخدامها. عادةً ما تتراوح فترات نصف العمر الموثقة للتربة بين أيام وأسابيع. ومع ذلك، توجد بقايا مبيدات الآفات في كل مكان في البيئة في نانوغرام/لتر إلى تركيزات منخفضة ميكروغرام/لتر. على سبيل المثال، تكشف مسوحات المياه الجوفية ومياه الشرب غير المعالجة في البلدان الصناعية عادةً عن 10 إلى 20 مادة في النتائج المتكررة فوق 0.01 ميكروغرام لكل ديسيلتر (3.6×10−12 lb/cu in) الحد الأقصى المقبول لتركيز مياه الشرب لمبيدات الآفات في العديد من البلدان. حوالي نصف المواد المكتشفة لم تعد مستخدمة و10 إلى 20٪ أخرى عبارة عن منتجات تحويل مستقرة. تم العثور على بقايا المبيدات في مجالات أخرى. قد يؤدي النقل من المياه الجوفية إلى تواجد منخفض المستوى في المياه السطحية. تم اكتشاف مبيدات الآفات في المناطق المرتفعة، مما يدل على ثبات كافٍ للبقاء على قيد الحياة أثناء النقل عبر مئات الكيلومترات في الغلاف الجوي.
يشمل التدهور كلا من عمليات التحول الحيوية وغير الحيوية. يتم التوسط في التحول الأحيائي بواسطة الكائنات الحية الدقيقة، بينما يتضمن التحول اللاأحيائي عمليات مثل التفاعلات الكيميائية والكيميائية الضوئية. يتم تحديد عمليات التحلل الخاصة لمبيد معين من خلال هيكله والظروف البيئية التي يمر بها. غالبًا ما تحدد تدرجات الأكسدة والاختزال في التربة أو الرواسب أو طبقات المياه الجوفية التحولات التي يمكن أن تحدث. وبالمثل، تتطلب التحولات الكيميائية الضوئية ضوء الشمس، وهو متاح فقط في أعلى متر (أمتار) من البحيرات أو الأنهار، أو أسطح النباتات أو طبقات التربة تحت المليمتر. يعتبر التحول الضوئي في الغلاف الجوي تأثير علاجي محتمل آخر. تتوفر معلومات عن تدهور مبيدات الآفات من بيانات الاختبار المطلوبة. ويشمل ذلك الاختبارات المعملية على التحلل المائي، والتحلل الضوئي في الماء والهواء، وقابلية التحلل البيولوجي في التربة وأنظمة ترسبات المياه في الظروف الهوائية واللاهوائية، والمصير في أجهزة تحلل التربة. توفر هذه الدراسات نظرة ثاقبة قليلة حول كيفية مساهمة عمليات التحول الفردية في التدهور الملحوظ في الموقع. لذلك، فهي لا تقدم فهمًا دقيقًا لكيفية تأثير الظروف البيئية المحددة (على سبيل المثال، وجود مواد متفاعلة معينة) على التدهور. تفشل هذه الدراسات أيضًا في تغطية الظروف البيئية غير العادية مثل البيئات شديدة الكبريتية مثل مصبات الأنهار أو حفر البراري، كما أنها لا تكشف عن التحولات عند التركيزات المنخفضة المتبقية التي قد يتوقف عندها التحلل البيولوجي. وهكذا، على الرغم من أن التركيب الجزيئي يتنبأ عمومًا بالتفاعل الجوهري، فإن التنبؤات الكمية محدودة.

## التحول الحيوي
من المسلم به عمومًا أن التحلل البيولوجي هو أكبر مساهم في التدهور. في حين أن النباتات والحيوانات والفطريات (حقيقيات النوى) عادةً ما تحول مبيدات الآفات من أجل إزالة السموم من خلال التمثيل الغذائي بواسطة إنزيمات واسعة الطيف، فإن البكتيريا (بدائيات النوى) أكثر شيوعًا في استقلابها. من المحتمل أن يكون هذا الانقسام ناتجًا عن نطاق أوسع من الأهداف الحساسة في حقيقيات النوى. على سبيل المثال، لا تؤثر استرات الفوسفات العضوي التي تتداخل مع نقل الإشارات العصبية في الحشرات على العمليات الميكروبية وتوفر الغذاء للكائنات الحية الدقيقة التي يمكن لإنزيماتها تحلل الفوسفوتريسترات. من المرجح أن تحتوي البكتيريا على مثل هذه الإنزيمات بسبب اختيارها القوي للإنزيمات الجديدة والمسارات الأيضية التي توفر العناصر الغذائية الأساسية. بالإضافة إلى ذلك، تتحرك الجينات أفقياً داخل التجمعات الميكروبية، وتنشر مسارات التدهور المتطورة حديثًا. يمكن لبعض التحولات، وخاصة الاستبدالات، أن تستمر على حد سواء حيويًا وغير حيوي، على الرغم من أن التفاعلات المحفزة بالإنزيم تصل عادةً إلى معدلات أعلى. على سبيل المثال، وصل معدل إزالة الكلور المائي من الأترازين إلى هيدروكسياترازين في التربة عن طريق الإنزيمات البكتيرية التي تعمل على إزالة الكلور من الأترازين إلى معدل ثابت من الدرجة الثانية يبلغ 105 / مول/ثانية، ومن المحتمل أن يهيمن على البيئة. في حالات أخرى، تسهل الإنزيمات التفاعلات مع عدم وجود نظير غير حيوي، كما هو الحال مع مبيد الأعشاب غليفوسات، الذي يحتوي على رابطة C-P المستقرة بالنسبة للضوء، والارتجاع في حمض أو قاعدة قوية، وغيرها من الظروف اللاأحيائية. تنتشر الميكروبات التي تشق رابطة C-P على نطاق واسع في البيئة، ويمكن لبعضها أن تستقلب الغليفوسات. يتم ترميز نظام إنزيم لياز ذو الرابطة C-P بواسطة مشغل معقد من 14 جينًا.
قد تتراكم المواد الوسيطة لتحويل التحلل البيولوجي عندما تعمل الإنزيمات التي تنتج الوسيط بشكل أبطأ من تلك التي تستهلكه. في استقلاب الأترازين، على سبيل المثال، يتراكم مستوى كبير من هيدروكسياترازين في حالة مستقرة من هذه العملية. في حالات أخرى (على سبيل المثال، في معالجة مياه الصرف الزراعي)، تنمو الكائنات الحية الدقيقة في الغالب على ركائز كربونية أخرى أكثر قابلية للاستيعاب بسهولة، بينما يتم تحويل مبيدات الآفات الموجودة بتركيزات ضئيلة من خلال التمثيل الغذائي العرضي، مما ينتج عنه مواد وسيطة غير تقليدية محتملة. تستمر مبيدات الآفات على مدى عقود في المياه الجوفية، على الرغم من أن البكتيريا من حيث المبدأ وفيرة ويمكن أن تحللها لأسباب غير معروفة. قد يكون هذا مرتبطًا بملاحظة أن التحلل الميكروبي يبدو متوقفًا عند تركيزات منخفضة من مبيدات الآفات في البيئات منخفضة المغذيات مثل المياه الجوفية. حتى الآن، لا يُعرف سوى القليل جدًا عن التحلل البيولوجي لمبيدات الآفات في ظل هذه الظروف. كانت الطرق غير متوفرة لمتابعة التحلل البيولوجي في المياه الجوفية على مدى فترات زمنية طويلة ذات صلة وعزل المتحللات ذات الصلة من مثل هذه البيئات.

## التحول اللاأحيائي
في المياه السطحية، يمكن أن يساهم التحول الضوئي بشكل كبير في التدهور. في التحول الضوئي «المباشر»، يتم امتصاص الفوتونات بواسطة الملوث، بينما في التحول الضوئي «غير المباشر»، تتشكل الأنواع التفاعلية من خلال امتصاص الفوتون بواسطة مواد أخرى. تظهر أطياف الامتصاص الإلكتروني لمبيدات الآفات عادةً القليل من التداخل مع ضوء الشمس، بحيث يتأثر عدد قليل فقط (على سبيل المثال، التريفلورالين) بالتحول الضوئي المباشر. توجد العديد من ماصات الضوء النشطة كيميائيًا في المياه السطحية، مما يعزز التحول الضوئي غير المباشر. والأبرز هو المادة العضوية الذائبة (DOM)، وهي مقدمة للحالات الثلاثية المثارة، والأكسجين الجزيئي، والأنيونات الجذرية للأكسيد الفائق، والجذور الأخرى. تنتج أيونات النترات والنتريت جذور الهيدروكسيل تحت التشعيع. وبالتالي فإن التحويل الضوئي غير المباشر هو نتيجة تفاعلات متوازية مع جميع الأنواع التفاعلية المتاحة. يعتمد معدل التحول على تركيزات جميع الأنواع التفاعلية ذات الصلة، إلى جانب ثوابت المعدل من الدرجة الثانية المقابلة لمبيد آفات معين. تُعرف هذه الثوابت بجذر الهيدروكسيل والأكسجين الجزيئي. في حالة عدم وجود مثل هذه الثوابت المعدلة، قد تسمح علاقات التركيب والنشاط الكمي (QSARs) بتقدير مبيد معين من تركيبته الكيميائية.
تختلف أهمية التحولات اللاأحيائية القاتمة باختلاف المبيدات. يدعم وجود مجموعات وظيفية تنبؤات الكتب المدرسية لبعض المركبات. على سبيل المثال، يؤدي التحلل المائي اللاأحيائي المائي إلى تحلل الفوسفات العضوي، وإسترات حمض الكربوكسيل، والكربامات، والكربونات، وبعض الهاليدات (بروميد الميثيل، وبروبارجيل) وغيرها الكثير. مبيدات الآفات الأخرى أقل قابلية للتطبيق. ظروف مثل ارتفاع درجة الحموضة أو بيئات الأكسدة المنخفضة جنبًا إلى جنب مع تكوين محفز في الموقع بما في ذلك الكبريتيدات (بولي)، الحديد المرتبط بالسطح (II) أو MnO2. غالبًا ما تتوسط الكائنات الحية الدقيقة في هذا الأخير، مما يؤدي إلى طمس الحدود بين التحولات اللاأحيائية والحيوية. قد تسود التفاعلات الكيميائية أيضًا في حجرات مثل المياه الجوفية أو نقصان المياه في البحيرة، والتي لها أوقات احتفاظ هيدروليكي حسب ترتيب السنوات وحيث تكون كثافة الكتلة الحيوية أقل بسبب الغياب شبه الكامل للكربون العضوي القابل للاستيعاب.

## التنبؤ
تشمل الاستراتيجيات المتاحة لتحديد تحويل مبيدات الآفات في الموقع قياس تركيزات المنتجات المتبقية أو التحويلية وتقدير إمكانات التحول النظري لبيئة معينة. القياسات قابلة للاستخدام فقط على المقياس الصغير أو المتوسط.
استشراب غازي-مطياف كتلة (GC-MS) أو استشراب سائل مع مطيافية الكتلة (LC-MS / MS) لا يميز التحول عن العمليات الأخرى مثل التخفيف أو الامتصاص ما لم يقترن بنمذجة توازن الكتلة الصارمة. تتيح مبيدات الآفات التي تحمل علامة الكربون 14 موازنة الكتلة، ولكن لا يمكن إجراء التحقيقات باستخدام الركائز ذات العلامات الإشعاعية في الحقل. قد يؤدي اكتشاف منتج التحول إلى معايرة التدهور. يكون التحليل المستهدف مباشرًا عندما يتم فهم المنتجات والمعايير، بينما يمكن محاولة التحليل المشتبه فيه / غير المستهدف بطريقة أخرى. سهّل مقياس الطيف الكتلي عالي الدقة تطوير طرق تحليلية متعددة المكونات لـ 150 منتجًا من منتجات تحويل مبيدات الآفات وللفحص بحثًا عن منتجات التحول المشتبه بها. بالاقتران مع نماذج هيكل المنتجات التحويلية، يسمح الفحص بإجراء تقييم أكثر شمولاً لمنتجات التحويل، بغض النظر عن دراسات التدهور الميداني.
قد يكمل التحليل النظيري قياسات المنتج لأنه يمكن أن يقيس التدهور في غياب المستقلبات ولديه القدرة على تغطية نطاقات زمنية طويلة بما يكفي لتقييم التحول في المياه الجوفية. نسب النظائر (على سبيل المثال، 13C/12C) يمكن الكشف عن التاريخ في حالة عدم وجود أي تسمية. لأن تأثيرات النظائر الحركية تفضل عادةً تحويل نظائر الضوء (على سبيل المثال، 12C)، يتم إثراء النظائر الثقيلة (13 درجة مئوية) في المخلفات. زيادة 13C / 12C وبالتالي، فإن النسبة النظيرية 12C في مركب رئيسي توفر دليلًا مباشرًا على التحلل. تحليلات متكررة لمبيدات الآفات، في المياه الجوفية بمرور الوقت، أو قياسات مباشرة بالاشتراك مع تأريخ المياه الجوفية التي تظهر زيادة 13C/12C توفر النسب النظيرية 12C في مبيد الآفات الأم، دليلاً مباشراً على التحلل، حتى لو تم إطلاق المبيد قبل فترة طويلة. تم الكشف عن مسارات تحول متعددة للأترازين عن طريق قياس التأثيرات النظيرية لعناصر متعددة. في مثل هذه الحالة، يمكن التعرف على آليات التحويل من قطع 12C مقابل 15N. بيانات المركب الأصل 14N، تعكس تأثيرات نظائر الكربون والنيتروجين الكامنة المختلفة. يتطلب هذا النهج كمية عالية نسبيًا من المادة للكروماتوغرافيا الغازية - مطياف الكتلة لنسبة النظائر (GC-IRMS) أو تحليل LC-IRMS (100 نانوغرام إلى 1 ميكروغرام)، والتي، على سبيل المثال، تتطلب استخراج 10 لترات من المياه الجوفية بتركيزات مبيدات الآفات 100 نانوغرام / لتر. بالنسبة للحالة الخاصة لمبيدات الآفات اللولبية، قد يحل تحليل التماثل البصري محل النظائر في مثل هذه التحليلات نتيجة للتفاعلات الانتقائية الفراغية. يمكن أن يؤدي الجمع بين قياس النظائر والشرولية إلى زيادة قوة التنبؤ.
يتم تطبيق التحليل الجيوكيميائي بما في ذلك الرقم الهيدروجيني وإمكانات الأكسدة والاختزال والأيونات الذائبة بشكل روتيني لتقييم إمكانية التحولات الحيوية واللاأحيائية المعقدة بسبب أي نقص في الدقة في الأهداف. يجب استخدام مركبات مسبار انتقائي لاكتشاف الأنواع التفاعلية الفردية عند وجود خليط من الأنواع التفاعلية. يؤدي الجمع بين مركبات المسبار والزبالات أو أجهزة التبريد إلى زيادة الدقة. على سبيل المثال إن- ثنائي ميثيلانيلين، المستخدم كمسبار لجذر الكربونات يتفاعل بسرعة كبيرة مع الحالات الثلاثية المثارة بالمادة العضوية الذائبة وتعرقل عملية الأكسدة الخاصة به بواسطة المادة العضوية الذائبة.
تم استخدام مبيدات الآفات الأم التي تحمل علامة 13سي في التحليل غير المستهدف للمحللات عن طريق فحص النظائر المستقرة (SIP) لإثبات إمكانية التحول الأحيائي في عينات التربة والرواسب. تتمثل التقنية التكميلية التي يحتمل أن تكون أكثر كمية في التعداد المباشر للجين (الجينات) المتحللة بيولوجيًا عبر تفاعل البلمرة المتسلسل الكمي (QPCR) أو تسلسل الجينات أو المصفوفات الجينية الوظيفية الدقيقة. ومع ذلك، فإن الشرط الأساسي للمناهج الجينية هو أن الجينات المعنية يمكن ربطها بوضوح بتفاعل تحول معين. على سبيل المثال، يرتبط جين atzD الذي يشفر حمض السيانوريك هيدرولاز بالتحلل الحيوي للأترازين في طبقات سطح التربة الزراعية، بما يتوافق مع انقسام AtzD لحلقة التريازين أثناء استقلاب الأترازين البكتيري. كان AtzD قابلاً للتحديد بشكل لا لبس فيه وبالتالي قابل للقياس الكمي، كما هو الحال بشكل غير عادي، فهو ينتمي إلى عائلة بروتينية تتكون إلى حد كبير من إنزيمات التحلل البيولوجي. معظم البروتينات التي تمت دراستها حتى الآن هي أعضاء في عائلات بروتينية كبيرة جدًا، مع ما يصل إلى 600000 فرد، مع وظائف متنوعة. هناك عامل آخر يربك الأساليب القائمة على الجينات وهو أن وظيفة التحلل البيولوجي يمكن أن تنشأ بشكل مستقل في التطور، بحيث تحفز عدة جينات غير مرتبطة نفس التفاعل. على سبيل المثال، يمكن أن تعمل إسترات الفوسفات العضوي التي تختلف بشكل ملحوظ في طياتها وآليتها على نفس مبيد الفوسفات العضوي.

## منتجات التحول
على الرغم من تقليل آثارها غير المرغوب فيها عادةً، فقد تظل منتجات التحويل مشكلة. بعض التحولات تترك الأجزاء النشطة سليمة، مثل أكسدة الثيويثرات إلى السلفونات والسلفوكسيدات. قد يكون لخلائط المنتجات الأصلية/التحويلية تأثيرات إضافية. ثانيًا، بعض المنتجات أقوى من آبائها. تحلل الفينول من مثل هذه الفئات الكيميائية المتنوعة مثل البيرثرويد ومبيدات الأعشاب أريلوكسيفينوكسي بروبيونيك قد تعمل على مستقبلات هرمون الاستروجين. يجب أن تحظى هذه المنتجات باهتمام خاص لأنها غالبًا ما تكون أصغر حجمًا وأكثر قطبية من والديها. هذا يزيد من قدرتها على الوصول إلى موارد مياه الشرب مثل المياه الجوفية والمياه السطحية، حيث توجد المنتجات القطبية بتركيزات ثابتة إلى حد ما. قد تتسبب المنتجات في موارد مياه الشرب في حدوث مشكلات مثل تكوين مادة إن - نيتروسو ديميثيلامين المسببة للسرطان من ثنائي ميثيل سلفاميد، وهو منتج ميكروبي من مبيدات الفطريات توليلفليانيد وديكلوفليانيد أثناء معالجة المياه بالأوزون.
يتم تناول هذه القضية على وجه التحديد في الأطر التنظيمية الرئيسية. في أوروبا، على سبيل المثال، يتم تمييز المستقلبات «غير ذات الصلة» عن المستقلبات «ذات الصلة بموارد المياه الجوفية» أو حتى «ذات الصلة من الناحية البيئية». الأخيرون هم أولئك الذين تكون مخاطرهم على التربة أو الكائنات الحية المائية مماثلة أو أعلى من الوالدين ويجب أن يفيوا بنفس معايير آبائهم. المستقلبات المتعلقة بالمياه الجوفية هي تلك التي من المحتمل أن تصل إلى المياه الجوفية بتركيزات أعلى من 0.1 ميكروغرام/لتر وتعرض نفس سمية المركب الأم. ظهرت قضايا السموم في الماضي عادةً بعد عقود فقط من طرحها في السوق. ومن الأمثلة على ذلك اكتشاف منتجات كلوريدازون (التي تم تسويقها لأول مرة في عام 1964) في المياه السطحية والجوفية، أو توليلفليانيد (تم تسويقها لأول مرة في عام 1971). قد يُعزى تجاهل هذه المواد لفترة طويلة جزئيًا إلى القيود السابقة على القدرات التحليلية. ومع ذلك، فإن تصنيف بعض المستقلبات على أنها غير ذات صلة قد يؤدي إلى توجيه الانتباه بعيدًا عنها. إن قرار تحمل ما يصل إلى 10 ميكروغرام/لتر من المستقلبات «غير ذات الصلة» في المياه الجوفية ومياه الشرب مثير للجدل سياسيًا في أوروبا. يعتبر البعض أن الحد الأعلى مقبول لأنه لا يمكن إثبات مخاطر صحية وشيكة، في حين يعتبره البعض الآخر انحرافًا جوهريًا عن مبدأ التحوط.